# بطولة اتحاد جنوب آسيا لكرة القدم 2023
بطولة اتحاد جنوب آسيا لكرة القدم 2023 (أو كأس جنوب آسيا 2023) هي النسخة 13 من بطولة كأس اتحاد جنوب آسيا لكرة القدم، التي تُنظم من قبل اتحاد جنوب آسيا لكرة القدم (SAFF) وتجمع منتخبات دول جنوب آسيا في القارة الآسيوية. شارك في البطولة منتخبات الدول الأعضاء في الاتحاد وهي: الهند، وبنغلاديش، وسريلانكا، ونيبال، وباكستان، وجزر المالديف، وبوتان.
أقيمت النسخة 2023 من البطولة في سريلانكا، وتُعتبر هذه البطولة واحدة من أبرز المنافسات في المنطقة، حيث تجمع أفضل الفرق في جنوب آسيا في منافسة على اللقب الإقليمي.

## تفاصيل البطولة:
- المكان: سريلانكا
- الموعد: أقيمت البطولة في الفترة من 21 إلى 28 ديسمبر 2023.
- التشكيل: تضم البطولة عادةً فرقًا من 7 دول أو 8، حيث يتم تنظيم المباريات في نظام الدوري أو مجموعات.

المنتخب الهندي يُعتبر من أبرز الفرق التي تحقق النجاح في البطولة، حيث فاز بالعديد من الألقاب السابقة.
فاز الهند بلقبها التاسع عام 2023 بفوزها على الكويت في النهائي.

## اختيار المضيف
أعربت كرة القدم في سريلانكا في البداية عن رغبتها في تقديم عطاءات لاستضافة البطولة ، في اجتماع اللجنة التنفيذية للاتحاد الآسيوي لكرة القدم في 17 أكتوبر 2021 في جزر المالديف . لكن ، علقت الفيفا سريلانكا في 21 يناير 2023. لذلك ، فهم غير قادرين على الاستضافة والمشاركة.
في وقت لاحق ، قال أنوار الحق هلال ، الأمين العام اتحاد جنوب آسيا بشكل غير رسمي ، لوسائل الإعلام أن نيبال فقط هي التي تقدمت بطلب للحصول على حقوق الاستضافة حتى الموعد النهائي (أي 29 يناير 2023). ومع ذلك ، كان من المفترض أن يتم الإعلان عن المضيف فقط بعد اجتماع أعضاء الاتحاد الآسيوي لكرة القدم خلال المؤتمر الثالث والثلاثين للاتحاد الآسيوي لكرة القدم 2023 في المنامة ، البحرين في 1 فبراير 2023.
في 14 فبراير 2023 ، تم إعلان الهند كمضيف للنسخة الرابعة عشرة من البطولة. ومع ذلك ، سيتم الإعلان عن المكان المركزي في 10 مارس 2023 من قبل AIFF .
في 19 مارس 2023 ، أعلن الاتحاد الدولي لكرة القدم أن بنغالورو هي المدينة المضيفة لبطولة الاتحاد الآسيوي لكرة القدم 2023.

## الدول المشاركة
تم فرض عقوبات على كرة القدم في سريلانكا من قبل الفيفا في 21 يناير 2023 ، مما جعلهم غير مؤهلين للمشاركة في المسابقة. تمت دعوة الكويت ولبنان كفريقين ضيفين بهدف زيادة عدد الفرق المشاركة في البطولة وجعل الحدث أكثر تنافسية.
| دولة     | المشاركة    | أفضل أداء سابق                                   | تصنيف الفيفا (6 أبريل 2023) |
| -------- | ----------- | ------------------------------------------------ | --------------------------- |
| بنغلاديش | الثالثة عشر | ابطال (2003)                                     | 192                         |
| بوتان    | التاسعة     | نصف النهائي (2008)                               | 185                         |
| الهند    | الرابعة عشر | ابطال (1993، 1997، 1999، 2005، 2009, 2011، 2015) | 101                         |
| الكويت   | الأولى      | -                                                | 143                         |
| لبنان    | الأولى      | -                                                | 99                          |
| المالديف | الثانية عشر | ابطال (2008 ، 2018)                              | 154                         |
| نيبال    | الرابعة عشر | الوصيف (2021)                                    | 174                         |
| باكستان  | الثانية عشر | مركز االثالث (1997)                              | 195                         |

### الفرق
يجب على كل فريق تسجيل فريق بحد أدنى 18 لاعباً و 23 لاعباً كحد أقصى ، على الأقل ثلاثة منهم يجب أن يكونوا حراس مرمى.

## مكان
سيستضيف ملعب سري كانتيرافا في بنغالورو بالهند جميع المباريات.
| بنغالورو ، الهند   |
| ------------------ |
| ملعب سري كانتيرافا |
| السعة: 25810       |
|                    |

## القرعة
أقيم حفل قرعة هذه البطولة في 17 مايو 2023 الساعة 12:30 بتوقيت الهند القياسي في نيودلهي ، الهند .
| وعاء 1                            | وعاء 2                        | وعاء 3                    | وعاء 4                         |
| --------------------------------- | ----------------------------- | ------------------------- | ------------------------------ |
| لبنان (99) · الهند (101) (المضيف) | الكويت (143) · المالديف (154) | نيبال (174) · بوتان (185) | بنغلاديش (192) · باكستان (195) |

### النتيجة القرعة
| المجموعة أ | المجموعة ب |
| ---------- | ---------- |
| الهند      | لبنان      |
| الكويت     | المالديف   |
| نيبال      | بوتان      |
| باكستان    | بنغلاديش   |

## مرحلة المجموعات
الشكل والجدول الزمني الدقيق لبطولة اتحاد جنوب آسيا لكرة القدم لم تتم الموافقة عليهما بعد. ومع ذلك ، فإن التنسيق المقترح حاليًا هو تنسيق خروج المغلوب للبطولة ، كما هو الحال في إصدار 2018 .

### المجموعة A
| م | الفريق    | لعب | ف | ت | خ | أ.له | أ.ع | أ.ف | نقاط | التأهل                    |
| - | --------- | --- | - | - | - | ---- | --- | --- | ---- | ------------------------- |
| 1 | الكويت    | 3   | 2 | 1 | 0 | 8    | 2   | +6  | 7    | Qualified for Semi-finals |
| 2 | الهند (H) | 3   | 2 | 1 | 0 | 7    | 1   | +6  | 7    | Qualified for Semi-finals |
| 3 | نيبال     | 3   | 1 | 0 | 2 | 2    | 5   | −3  | 3    |                           |
| 4 | باكستان   | 3   | 0 | 0 | 3 | 0    | 9   | −9  | 0    |                           |

| الكويت                                         | 3–1   | نيبال           |
| ---------------------------------------------- | ----- | --------------- |
| - خالد محمد 23' - الخالدي 42' - دحام 65' (ر.ج) | تقرير | أنجان بيستا 69' |

| الهند                                          | 4–0   | باكستان |
| ---------------------------------------------- | ----- | ------- |
| - شيتري 10'، 16' (ر.ج.)، 73' (ر.ج) - كومام 81' | تقرير |         |

| باكستان | 0–4   | الكويت                                          |
| ------- | ----- | ----------------------------------------------- |
|         | تقرير | - العنزي 10' - الفنيني 17'، 45+1' - الرشيدي 69' |

| نيبال | 0–2   | الهند                   |
| ----- | ----- | ----------------------- |
|       | تقرير | - تشيتري 62' - سينغ 70' |

| باكستان | 1-0   | نيبال      |
| ------- | ----- | ---------- |
|         | تقرير | تشوردي 80' |

| الكويت          | 1-1   | الهند       |
| --------------- | ----- | ----------- |
| علي 90+2' (ه.ذ) | تقرير | شيتري 45+2' |

### المجموعة B
| م | الفريق   | لعب | ف | ت | خ | أ.له | أ.ع | أ.ف | نقاط | التأهل                    |
| - | -------- | --- | - | - | - | ---- | --- | --- | ---- | ------------------------- |
| 1 | لبنان    | 3   | 3 | 0 | 0 | 7    | 1   | +6  | 9    | Qualified for Semi-finals |
| 2 | بنغلاديش | 3   | 2 | 0 | 1 | 6    | 4   | +2  | 6    | Qualified for Semi-finals |
| 3 | المالديف | 3   | 1 | 0 | 2 | 3    | 4   | −1  | 3    |                           |
| 4 | بوتان    | 3   | 0 | 0 | 3 | 2    | 9   | −7  | 0    |                           |

| لبنان                       | 2–0   | بنغلاديش |
| --------------------------- | ----- | -------- |
| - Maatouk 80' - Bader 90+6' | تقرير |          |

| المالديف                      | 2–0   | بوتان |
| ----------------------------- | ----- | ----- |
| - Hamza 6' (ركلة.) - Naiz 90' | تقرير |       |

| بنغلاديش                               | 3–1   | المالديف    |
| -------------------------------------- | ----- | ----------- |
| - Rakib 42' - Tariq 67' - Morsalin 90' | تقرير | - Hamza 18' |

| بوتان           | 1–4   | لبنان                                              |
| --------------- | ----- | -------------------------------------------------- |
| - Gyeltshen 79' | تقرير | - Sadek 11' - Al Haj 23' - Bader 35' - M. Zein 43' |

| لبنان | ضد | المالديف |
| ----- | -- | -------- |
|       |    |          |

| بوتان | ضد | بنغلاديش |
| ----- | -- | -------- |
|       |    |          |

## خروج المغلوب
|  | Semi-finals     | Semi-finals |              |  | النهائي | النهائي |
|  |                 |             |              |  |         |         |
|  | 1 يوليو 2023    |             |              |  |         |         |
|  |                 |             |              |  |         |         |
|  | الكويت (ب.و.إ.) | 1           |              |  |         |         |
|  | الكويت (ب.و.إ.) | 1           | 4 يوليو 2023 |  |         |         |
|  | بنغلاديش        | 0           |              |  |         |         |
|  | بنغلاديش        | 0           | الكويت       |  |         |         |
|  | 1 يوليو 2023    |             |              |  |         |         |
|  |                 | الهند       |              |  |         |         |
|  | لبنان           | 0 (2)       |              |  |         |         |
|  | لبنان           | 0 (2)       |              |  |         |         |
|  | الهند (ج.)      | 0 (4)       |              |  |         |         |
|  | الهند (ج.)      | 0 (4)       |              |  |         |         |

### نصف النهائي
| الكويت               | 1–0 (ب.و.إ.) | بنغلاديش |
| -------------------- | ------------ | -------- |
| - Al-Buloushi 105+2' | تقرير        |          |

| لبنان                             | 0–0 (ب.و.إ.) | الهند                                 |
| --------------------------------- | ------------ | ------------------------------------- |
|                                   | تقرير        |                                       |
| ركلات الترجيح                     |              |                                       |
| - Maatouk - Shour - Sadek - Bader | 2–4          | - Chhetri - A. Ali ‏ - Mahesh - Udanta |

### النهائي
| الكويت                                              | 1–1 (ب.و.إ.) | الهند                                                       |
| --------------------------------------------------- | ------------ | ----------------------------------------------------------- |
| - Khaldi 14'                                        |              | - Chhangte 36'                                              |
| ركلات الترجيح                                       |              |                                                             |
| - Daham - Otaibi - Dhaferi - Naji - Khaldi - Khalid | 4–5          | - Chhetri - Jhingan - Chhangte - Udanta - S. Bose ‏ - Mahesh |

## إحصائيات

### الهدافين
عدد الأهداف المُسجلة  36 هدفًا  في 14 مباراة، بمتوسط 2.57 هدفًا في المباراة الواحدة.
5 أهداف
- سونيل تشيتري

هدفان
- Rakib Hossain
- Shekh Morsalin
- مبارك الفنيني
- خلـيل بدر
- حسن معتوق
- حمزة محمد (لاعب كرة قدم مالديفي)

هدف
- Tariq Kazi
- Tsenda Dorji
- تشينتشو غيلتشين
- Udanta Singh Kumam
- Naorem Mahesh Singh
- Abdullah Al-Buloushi
- محمد دحام
- خالد محمد إبراهيم
- Hasan Al-Enezi
- شبيب الخالدي
- Eid Naser Al-Rasheedi
- علي الحاج (لاعب كرة قدم)
- محمد عمر صادق
- مهدي الزين
- نايز حسن
- أنجان بيستا
- Aashish Chaudhary

هدف ذاتي
- Phuntsho Jigme (against Bangladesh)
- Anwar Ali  [لغات أخرى]‏ (against Kuwait)

## حقوق البث
| دولة     | المذيع               | المرجع. |
| -------- | -------------------- | ------- |
| بنغلاديش | تي سبورتس            |         |
| بوتان    | يحدد لاحقًا           |         |
| الهند    | DD Sports ، FanCode  |         |
| المالديف | تلفزيون ICE ، نعم TV |         |
| نيبال    | تلفزيون كانتيبور     |         |
| باكستان  | يحدد لاحقًا           |         |
| الكويت   | تلفزيون الكويت       |         |

## أنظر أيضا
- بطولة آسيا لكرة القدم للسيدات 2022
- بطولة آسيان لكرة القدم 2022
- بطولة اتحاد وسط آسيا 2023
- بطولة اتحاد غرب آسيا لكرة القدم 2023
- كأس آسيا 2023